# Znak (ruch)
Ruch „Znak” – nieformalne środowisko katolików świeckich w czasach PRL, którego polityczną reprezentację stanowiło koło poselskie „Znak”.

## Geneza
Początki ruchu związane są z wydarzeniami Października 1956. Stworzyła go grupa działaczy katolickich związanych z zawieszonymi w czasach stalinowskich czasopismami „Tygodnik Powszechny” i „Znak”, tzw. frondyści, którzy opuścili w 1955 stowarzyszenie „PAX” oraz grupa pracowników naukowych Katolickiego Uniwersytetu Lubelskiego. Dostrzegli oni szansę stworzenia nowego ugrupowania, mając nadzieję na liberalizację polityki władz komunistycznych wobec Kościoła. 23 października 1956 ogłoszono w dzienniku „Życie Warszawy” manifest ideowy środowiska, a 27 października 1956 powstanie tzw. Ogólnopolskiego Klubu Postępowej Inteligencji Katolickiej, na którego czele stanął Jerzy Zawieyski, a w skład jego władz weszli Irena Sławińska, Jerzy Turowicz, Tadeusz Mazowiecki, Wacław Auleytner, Zygmunt Kubiak i Zygmunt Skórzyński. Wśród sygnatariuszy deklaracji byli także Paweł Czartoryski, Antoni Gołubiew, Stefan Kisielewski, Zofia Lewinówna, Zbigniew Makarczyk, Hanna Malewska, Dominik Morawski, Maria Morstin-Górska, Władysław Seńko, Stefan Swieżawski, Stefan Wilkanowicz, Jacek Woźniakowski, Janusz Zabłocki i Zbigniew Zaborski. 
Klub deklarował z jednej strony poparcie Władysława Gomułki, z drugiej zaś domagał się zwiększenia udziału katolików w życiu społecznym. Działacze klubu uzyskali dla swojego zamysłu akceptację kardynała Stefana Wyszyńskiego, a po rozmowie z Władysławem Gomułką otrzymali możliwość reaktywacji „Tygodnika Powszechnego” i „Znaku” oraz prawo kandydowania w wyborach do Sejmu PRL jako odrębna grupa.

## Charakter ruchu
Ostatecznie ruch „Znak” tworzyło środowisko krakowskich pism „Tygodnik Powszechny” i „Znak”, warszawskiej „Więzi”, działacze Klubów Inteligencji Katolickiej oraz członkowie koła poselskiego „Znak”. Nie posiadał władz centralnych, ani sformalizowanego członkostwa. Główni ideolodzy ruchu Stanisław Stomma i Stefan Kisielewski głosili program tzw. „neopozytywizmu”, który zakładał pragmatyczne podejście do istniejącej sytuacji ustrojowej i geopolitycznej. Jednocześnie akcentowali konieczność kształtowania niezależnego i autentycznego życia kulturalnego i religijnego. Podkreślali też lojalność wobec Kościoła hierarchicznego, jakkolwiek ich wizja katolicyzmu różniła się od wizji kardynała Stefana Wyszyńskiego. Poza udziałem w Sejmie, uczestnicy ruchu „Znak” pełnili też funkcje w Radzie Państwa (Jerzy Zawieyski) i Froncie Jedności Narodowej (Jerzy Turowicz i Jerzy Zawieyski).

## Koło poselskie „Znak”

### 1957–1961
W wyborach do Sejmu II kadencji w 1957 ruch „Znak” uzyskał pięć mandatów. Posłami zostali Stanisław Stomma (przewodniczący koła), Jerzy Zawieyski, Stefan Kisielewski, Zbigniew Makarczyk i Antoni Gładysz. Ten ostatni już po kilku miesiącach opuścił koło, natomiast przyłączyło się do niego kilku posłów bezpartyjnych - Miron Kołakowski, Paweł Kwoczek, Konstanty Łubieński, Wanda Pieniężna i Kazimierz Skowroński. Równocześnie Jerzy Zawieyski został członkiem Rady Państwa. W praktyce koło nie odegrało jednak większej roli w pracach Sejmu. Głosowało przeciwko 4 projektom ustaw na 174 zgłoszone.

### 1961–1965
W wyborach do Sejmu III kadencji (1961) posłami zostali Stefan Kisielewski, Konstanty Łubieński, Tadeusz Mazowiecki, Stanisław Stomma (przewodniczący koła) i Jerzy Zawieyski (który pozostawał członkiem Rady Państwa). Koło protestowało m.in. przeciwko antykościelnym zapisom ustawy o gospodarce terenami w miastach i osiedlach, które prowadziły do pozbawienia Kościoła prawa do majątku na ziemiach poniemieckich oraz przeciwko materialistycznemu kształtowi edukacji szkolnej. Generalnie kontynuowało jednak strategię minimalistyczną, nie odnosząc sukcesów. Dodatkowo pomiędzy ruchem a kardynałem Wyszyńskim powstał konflikt na tle przygotowanej w 1963 przez Stanisława Stommę tzw. „Opinii”, memoriału  dotyczącego możliwości m.in. możliwości nawiązania przez PRL stosunków dyplomatycznych z Watykanem. Prymas uznał memoriał za nieuzasadnione wejście w jego kompetencje. Posłowie koła głosowali przeciwko 3 projektom ustaw na 93 zgłoszone.

### 1965–1969
W wyborach do Sejmu IV kadencji (1965) posłami zostali Stanisław Stomma (przewodniczący koła), Jerzy Zawieyski, Konstanty Łubieński, Tadeusz Mazowiecki i Janusz Zabłocki, który zastąpił Stefana Kisielewskiego. Ten ostatni zrezygnował, uważając dalszy udział w instytucji fasadowej za niecelowy, jako nie przynoszący żadnych efektów. Kandydatura Zabłockiego wzbudziła opór krakowskiego środowiska „Znaku”, które uważało go za nadmiernie uległego zarówno w kontaktach z Episkopatem, jak i PZPR. Udział koła w pracach Sejmu w dalszym ciągu pozostawał symboliczny. Dodatkowo kardynał Wyszyński uznał za nielojalne enigmatyczne stanowisko koła wobec listu biskupów polskich do biskupów niemieckich w 1965 wyrażone w debacie poselskiej. Ponadto posłowie koła zdecydowali się nie głosować przeciwko zgłaszanym projektom ustaw, ograniczając się do wstrzymywania się od głosu (co miało miejsce dwa razy na 60 głosowań).
Najgłośniejszym zdarzeniem z udziałem posłów koła w IV kadencji Sejmu była interpelacja koła z 11 marca 1968 do Prezesa Rady Ministrów „w związku wystąpieniami studenckimi i brutalną interwencją milicji i ORMO”. Została ona ostro potępiona przez PZPR, a  dalszy los koła stanął pod znakiem zapytania. W toku dyskusji sejmowej 10 i 11 kwietnia 1968 Zenon Kliszko zarzucił „Znakowi”, że koło stanęło „po stronie elementów syjonistycznych i rewizjonistycznych, które inspirowały i zorganizowały prowokację wymierzoną w spokój Ojczyzny, w jej żywotne interesy”. Inny poseł nazwał Znak „resztówką reakcji w Sejmie”. W obronie stanowiska koła wystąpił Jerzy Zawieyski, który upomniał się o dialog ze studentami i szacunek dla odmiennych racji, broniąc także pobitego niedługo wcześniej przez „nieznanych sprawców” Stefana Kisielewskiego. 11 kwietnia 1968 Zawieyski ustąpił ze stanowiska członka Rady Państwa. Dodatkowo dyskusja wokół interpelacji ujawniła podziały wewnątrz koła. Janusz Zabłocki proponował wbrew pozostałym posłom poszukiwanie płaszczyzny porozumienia z częścią PZPR, odwołując się do haseł stricte narodowych, równocześnie krytykując zjawisko „syjonizmu”.  
Uczestnicy ruchu wahali się, czy kandydować w kolejnych wyborach do Sejmu, ale zostali przekonani przez kardynała Wyszyńskiego, który wskazywał na prawo do reprezentacji katolików na forum publicznym oraz konieczność dawania świadectwa, zachęcając jednocześnie do aktywniejszego działania.

### 1969–1972
W wyborach do Sejmu V kadencji (1969) posłami zostali Stanisław Stomma (przewodniczący koła), Konstanty Łubieński, Tadeusz Mazowiecki, Janusz Zabłocki i Tadeusz Myślik, który zastąpił Jerzego Zawieyskiego. Na kandydowanie tego ostatniego nie zgodziły się władze PZPR. Wybory odbyły się 1 czerwca 1969, Zawieyski zmarł 19 czerwca tego samego roku. Po przejęciu władzy przez Edwarda Gierka wzmocniła się pozycja J. Zabłockiego i K. Łubieńskiego. Ten ostatni został wiceprzewodniczącym Ogólnopolskiego Komitetu Frontu Jedności Narodu. J. Zabłocki nawiązał kontakt z ekipą E. Gierka, razem ze współpracownikami z ODiSS poszukując szansy na odtworzenie w Polsce partii chadeckiej. W tym celu był gotów współpracować z PZPR w ramach Frontu Jedności Narodu, rad narodowych, Centralnej Rady Związków Zawodowych. Równocześnie proponował stworzenie komisji konsultacyjnej przy kole „Znak”, w celu integracji ruchu. Taka centralna reprezentacja miała też ułatwić kontakty z władzą, a w dalszej perspektywie pozwalałaby na budowanie kolejnej organizacji katolików świeckich.
W V kadencji posłowie koła jedynie wstrzymali się w głosowaniu nad dwoma projektami ustaw na 36 głosowań.

### 1972–1976
W wyborach do Sejmu VI kadencji (1972) posłami zostali Stanisław Stomma (przewodniczący koła), Konstanty Łubieński, Janusz Zabłocki, Tadeusz Myślik i Wacław Auleytner, który zastąpił Tadeusza Mazowieckiego. Na kandydowanie tego ostatniego nie zgodziły się władze PZPR. Najaktywniejszym posłem koła był w tym czasie Janusz Zabłocki, który w dalszym ciągu poszukiwał możliwości utworzenia partii chadeckiej. Stanisław Stomma pozostawał przewodniczącym, ale bez faktycznego uznania swojej pozycji przez pozostałych posłów „Znaku”. Władze PZPR starały się wyróżniać K. Łubieńskiego, który został m.in. przyjęty na nagłośnionej w prasie audiencji przez Edwarda Gierka. Równocześnie jego autorytet w środowisku „Znaku” był znikomy.
Ostatnim akcentem działalności koła w Sejmie PRL było wstrzymujący się głos Stanisława Stommy w głosowaniu nad poprawkami do Konstytucji PRL, zakładającymi wskazanie PZPR jako „przewodniej siły politycznej społeczeństwa w budowaniu socjalizmu” oraz umieszczenie wzmianki o sojuszu z ZSRR. W głosowaniu, które miało miejsce 10 lutego 1976 pozostali posłowie „Znaku” poprawki te poparli. 

### Neo-Znak
W wyborach do Sejmu VII kadencji (1976) władze nie zgodziły się ostatecznie na start Stanisława Stommy, stawiając mu nieprzyjęty ostatecznie warunek uznania kierownictwa K. Łubieńskiego. Środowisko „Znaku” obejmujące redakcje „Tygodnika Powszechnego”, miesięczników „Znak” i „Więź” oraz KIK-ów w Warszawie, Krakowie, Wrocławiu i Toruniu sprzeciwiło się używaniu w kolejnej kadencji nazwy „Koło Posłów Znak”. Nowo wybrani posłowie Wacław Auleytner, Ryszard Bender, Konstanty Łubieński, Jerzy Ozdowski i Janusz Zabłocki nie podporządkowali się tej decyzji, kwestionując mandat protestujących do wypowiadania się w tej kwestii i utworzyli Katolicko-Społeczne Koło Poselskie Znak, które było zaczątkiem późniejszego Polskiego Związku Katolicko-Społecznego. Rozłam pomiędzy tradycyjnymi środowiskami „Znaku” a nowym kołem poselskim został przypieczętowany utworzeniem w czerwcu 1976 Polskiego Klubu Inteligencji Katolickiej, który tworzyli m.in. byli członkowie KIK-u warszawskiego i równocześnie posłowie Wacław Auleytner, Konstanty Łubieński i Janusz Zabłocki.